# BelAZ
BelAZ (în belarusă Беларускі аўтамабільны завод, БелАЗ, romanizat: Belaruski autamabilnî zavod, BelAZ, în română: Uzina bielorusă de automobile) este un producător bielorus de automocamioane și tehnică de mare tonaj destinată lucrărilor de carieră.

## Galerie

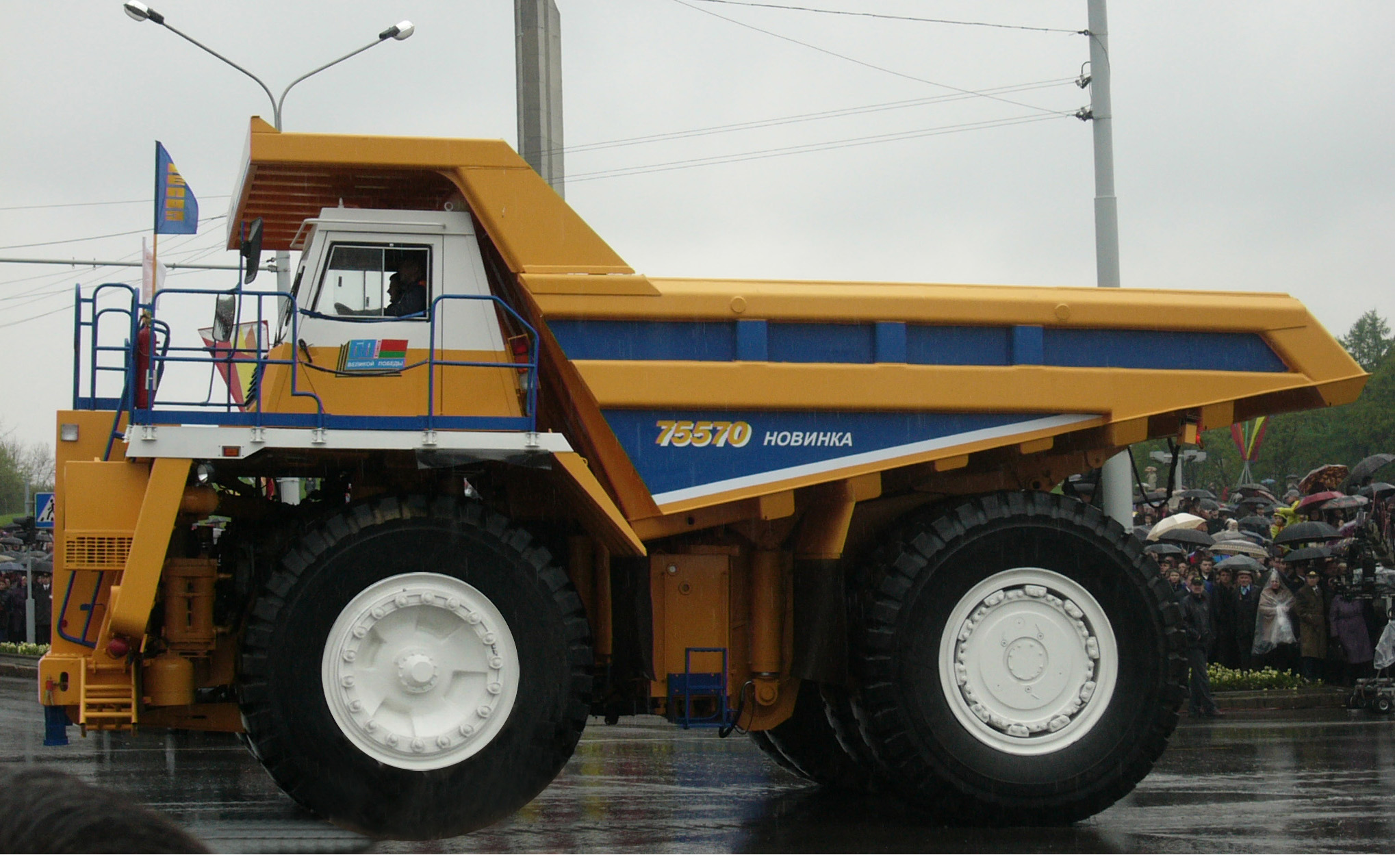
Mining dump truck Belaz-7557
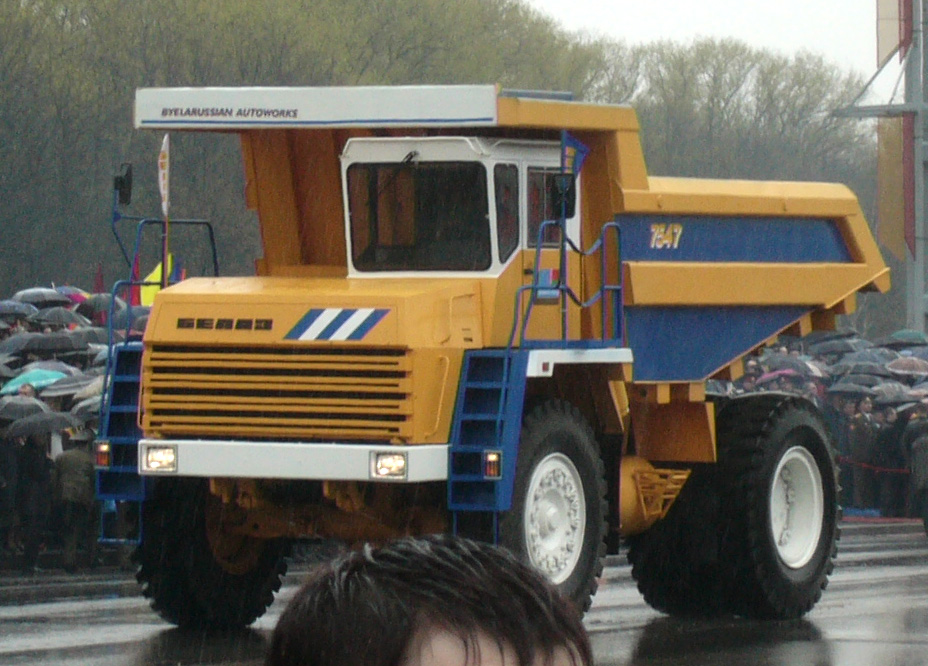
Mining dump truck Belaz-7547
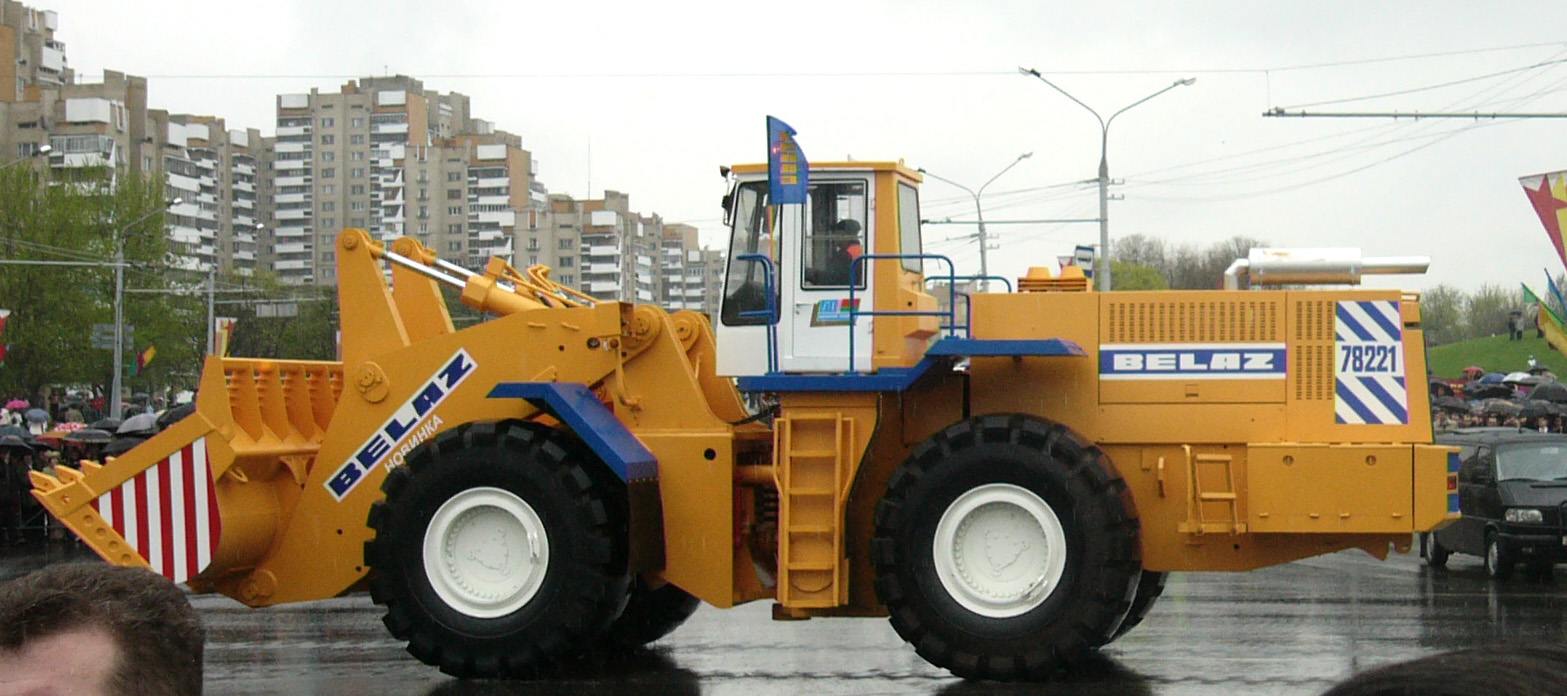
Front-end loader Belaz-7822
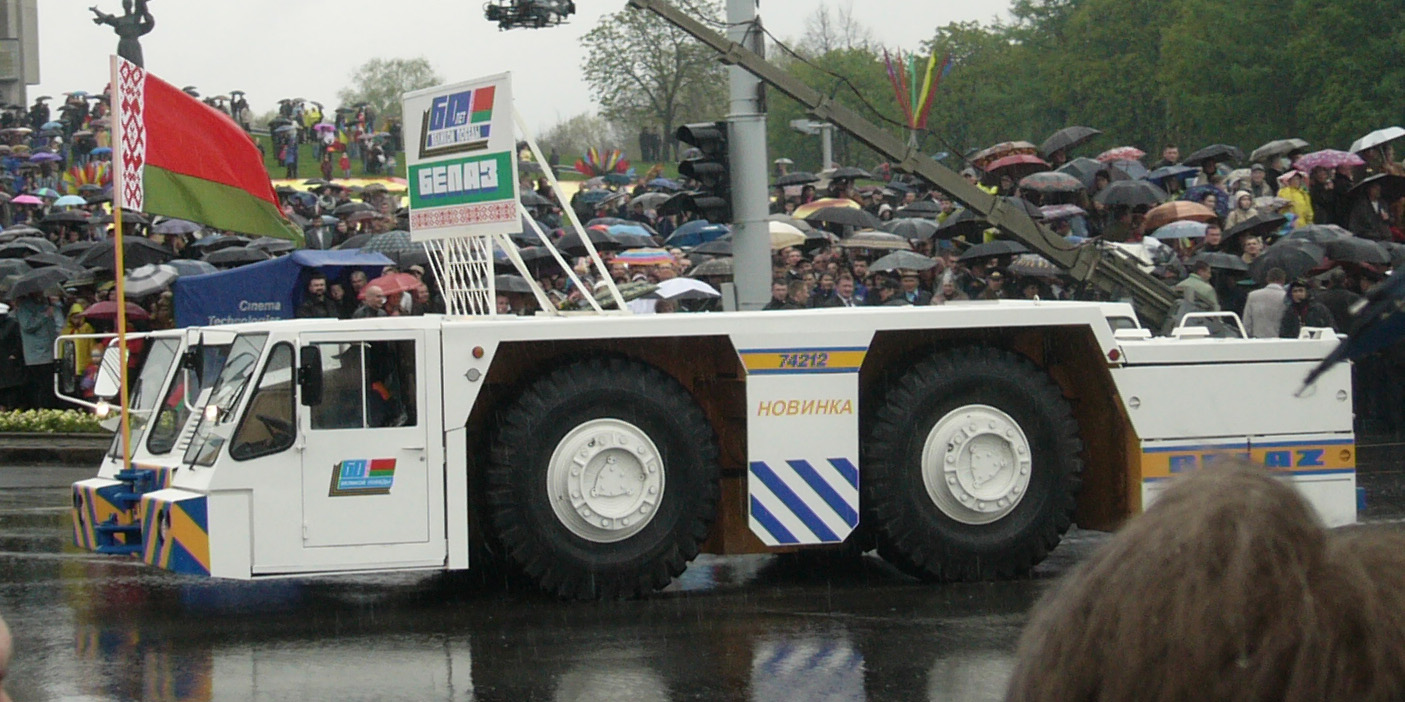
Aircraft tug Belaz-74212
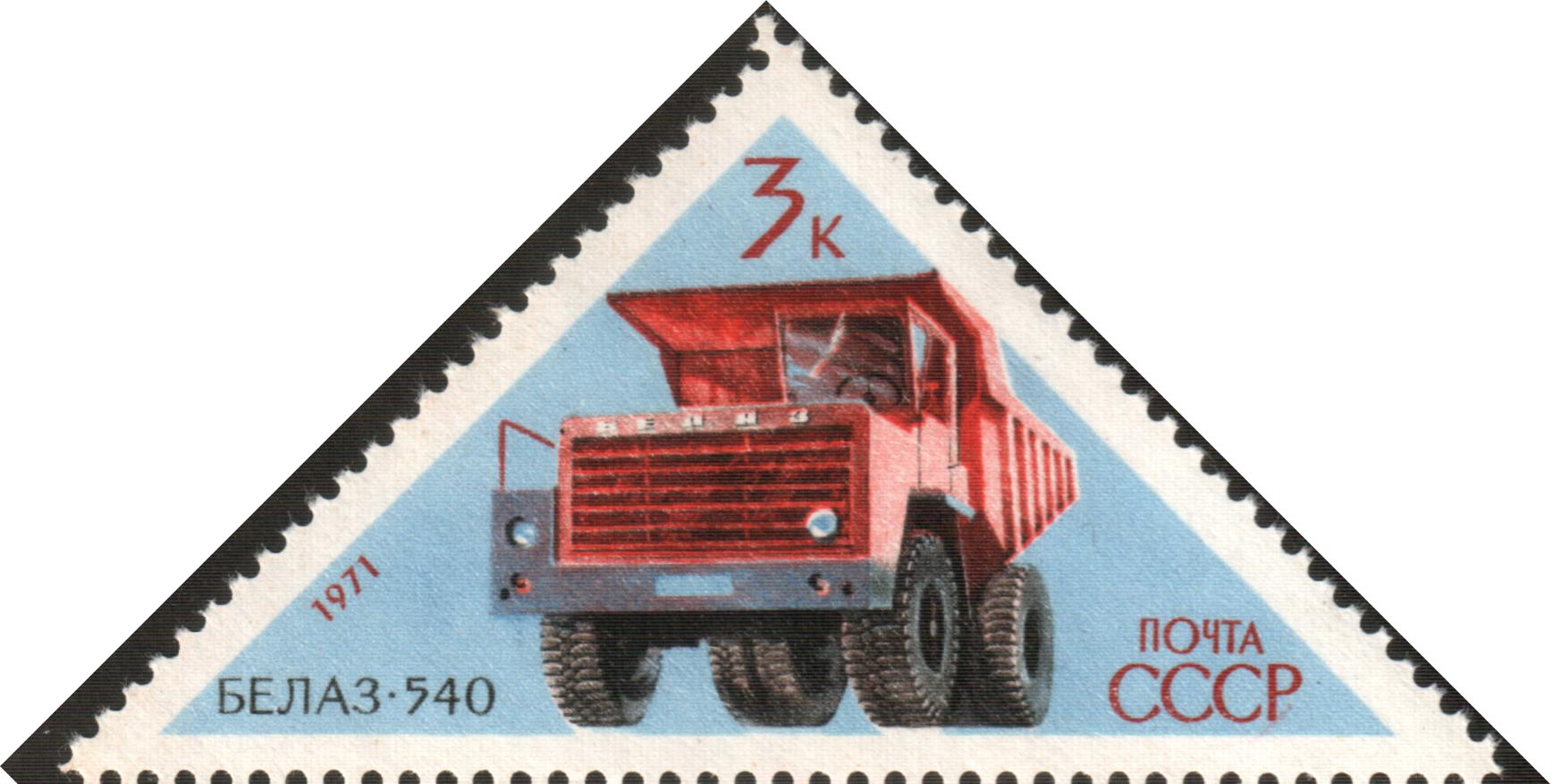
1971 URSS postage stamp depicting BelAZ 540

## Legături externe
- Site-ul oficial en ru
- galerie de imagini ru
- The fullest technical information. 3D models BELAZ Arhivat în 10 august 2019, la Wayback Machine. en